# Colin Salmon

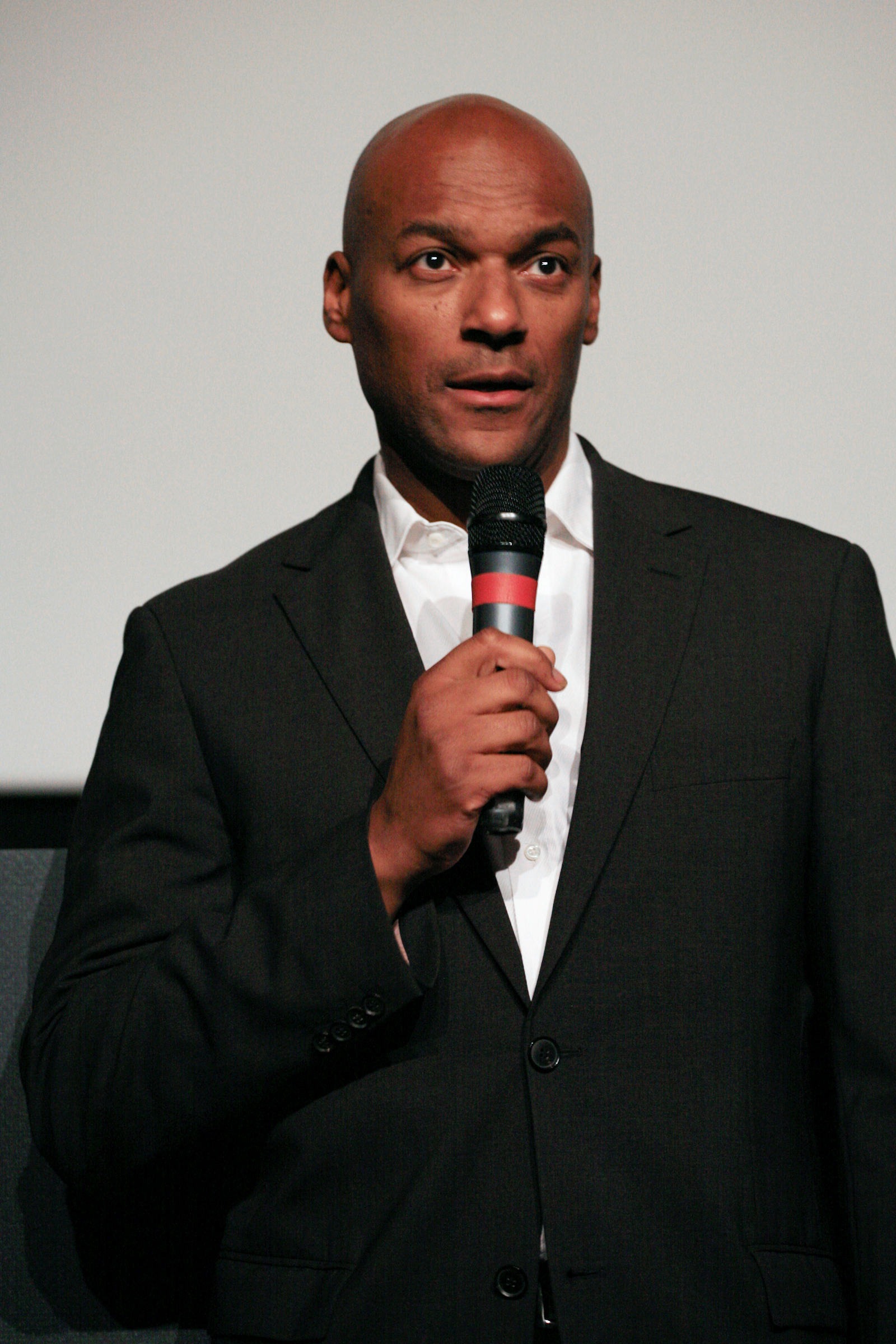
Colin Salmon in Dinard (2008)

Colin Salmon (* 6. Dezember 1962 in Luton, Bedfordshire) ist ein britischer Schauspieler.

## Leben und Karriere
Salmon wurde als Sohn einer Krankenschwester geboren. Er wuchs in seiner Heimatstadt auf und besuchte dort die Highschool. Nach dem Schulabschluss begann er zunächst eine musikalische Laufbahn als Schlagzeuger der Punk-Rock-Band The Fiction, die er zusammen mit Schulfreunden gegründet hatte.
1992 gab Salmon sein Schauspieldebüt, unter anderem in britischen Fernsehserien wie Heißer Verdacht. 1998 war er in dem Film Die Weisheit der Krokodile zu sehen. In den nächsten Jahren folgten Filme wie Resident Evil (2002) und Alien vs. Predator (2004). Seine wohl bekannteste Filmrolle ist die des Charles Robinson, die er in drei James-Bond-Filmen verkörperte: Der Morgen stirbt nie (1997), Die Welt ist nicht genug (1999) und Stirb an einem anderen Tag (2002).
Seit 1988 ist Salmon mit Fiona Hawthorne verheiratet und hat mit ihr vier Kinder.

## Filmografie (Auswahl)
- 1992: Heißer Verdacht (Prime Suspect, Fernsehserie, 2 Episoden)
- 1993: Tomorrow Calling (Kurzfilm)
- 1996, 2019: Silent Witness (Fernsehserie, 4 Episoden)
- 1997: James Bond 007 – Der Morgen stirbt nie (Tomorrow Never Dies)
- 1997: Gestohlene Kindheit (No Child of Mine)
- 1998: Die Weisheit der Krokodile (The Wisdom of Crocodiles)
- 1999: James Bond 007 – Die Welt ist nicht genug (The World Is Not Enough)
- 2002: Resident Evil
- 2002: James Bond 007 – Stirb an einem anderen Tag (Die Another Day)
- 2002–2003: Dinotopia (Fernsehserie, 6 Episoden)
- 2003–2004: Keen Eddie (Fernsehserie, 13 Episoden)
- 2004: Freeze Frame
- 2004: Alien vs. Predator
- 2004: Trial & Retribution VIII
- 2004–2005: Hex (Fernsehserie, 14 Episoden)
- 2005: Match Point
- 2006: Bad Girls (Fernsehserie, 9 Episoden)
- 2007: Secret Diary of a Call Girl (Fernsehserie, eine Episode)
- 2008: Doctor Who (Fernsehserie, 2 Episoden)
- 2008: Bank Job
- 2008: Punisher: War Zone
- 2009: Clubbed
- 2009: Merlin – Die neuen Abenteuer (Merlin, Fernsehserie, eine Episode)
- 2009: Exam – Tödliche Prüfung (Exam)
- 2009: Blood: The Last Vampire
- 2011: Death in Paradise (Fernsehserie, eine Episode)
- 2012: Resident Evil: Retribution
- 2012–2014: Arrow (Fernsehserie, 14 Episoden)
- 2015: No Offence (Fernsehserie, 8 Episoden)
- 2015: Master of None (Fernsehserie, 1 Episode)
- 2015–2016: Limitless (Fernsehserie, 15 Episoden)
- 2016: London Has Fallen
- 2016: Das Jerico Projekt (Criminal)
- 2018: Krypton (Fernsehserie, 6 Episoden)
- 2018: Mortal Engines: Krieg der Städte (Mortal Engines)
- 2021: Nobody
- 2021: Inspector Barnaby (Fernsehserie, Staffel 22 Folge 6)
- 2022: The Devil’s Light (Prey for the Devil)
- 2023: Bonus Track
- 2023: Culprits (Fernsehserie, eine Episode)
- 2025: Nobody 2